# Понтийские горы
Понти́йские го́ры, известные также как Понти́йский хребе́т и Се́веро-Анатоли́йские го́ры (тур. Kuzey Anadolu Dağları, греч. Ποντιακά όρη, арм. Պոնտական լեռներ), — горная система на севере Турции, протягивающаяся по южному берегу Чёрного моря, от устьев реки Ешильырмак до устьев реки Чорох и даже несколько далее до вершины Карчал (3428 метров), которая может считаться восточной его оконечностью. Площадь — 124 281 км².

## Описание
Восточная часть Понтийских гор известна под именем Качкарских гор. 
Западную часть образуют горы Коре. Также, в старину, эти горы назывались Армянскими Альпами, из которых вытекают реки Чорох (Шорук) и Карасу (Каршу).
Понтийские горы представляют огромный вал, окаймляющий с севера Малоазийское плоскогорье и частично Армянское нагорье. Общая длина гор составляет около 1000 км; северная подошва хребта, спускающаяся к морю, значительно ниже южной, переходящей в плато, наполняющее внутренность Малой Азии; множество коротких отрогов, направляющихся к северу и покрытых густыми лесами, упираются в море и образуют ущелья, по которым текут небольшие речки; южные склоны и отроги хребта большей частью безлесны.
Наибольшей вышины Понтийские горы достигают в восточной части, где на высочайших вершинах (Варчембек-даг — 3704 и др.) круглый год лежит снег; перевалы через Понтийские горы немногочисленны и довольно трудны; в восточной части Понтийские горы прорезываются рекой Чорох и наполняет своими отрогами и контрфорсами часть Артвинского ила в Турции и почти всю Аджарию в Грузии.

## Геология
На западе находится Зонгулдакский каменноугольный бассейн, а на востоке — Мургулское месторождение медных и полиметаллических руд.